# Roi Louie
Le Roi Louie est un personnage de fiction qui est apparu pour la première fois dans le long métrage d'animation Le Livre de la jungle (1967).
La voix de ce personnage est interprétée par Louis Prima dans le film animé de 1967 et par l'acteur Christopher Walken dans le remake en animation numérique Le Livre de la jungle (2016). Dans la version française, José Bartel double le personnage dans le film animé tandis que Eddy Mitchell le récupère dans le remake.
Le roi Louie est un orang-outan et est le roi des singes dans la jungle. Avachi sur son trône dans un vieux temple abandonné, il règne sans partage sur ses singes en mangeant des bananes mais s'ennuie fortement avec eux (I'm tired of monkeyin' around : « Je suis fatigué de faire des singeries ») et rêve de devenir un homme, ce qui est pour lui le sommet de l'évolution. Pour cela, il lui faut posséder le secret du feu et il espère l'extorquer à Mowgli en le kidnappant.
Le personnage du Roi Louie n'existe pas dans l'œuvre originale de Rudyard Kipling : tout d'abord parce que, dans son ouvrage, Kipling a situé l'action en Inde, pays dans lequel il est né et passa une bonne partie de sa jeunesse ; or, il n'y a pas d'orangs-outangs dans ce pays (seulement en Indonésie et Malaisie). En outre, dans son livre, Kipling ne donne pas de chef au peuple des singes, les Bandar-Log. Dans le livre, lorsqu'ils enlèvent Mowgli, les Bandar-Log le nomment roi. C'est le film de Disney de 1967 qui crée et introduit pour la première fois le personnage du Roi Louie. Pendant la conception du film, le roi des singes était à l'origine bête, méchant et brutal, mais son personnage a évolué pendant la création du scénario et a été inspiré directement de Louis Prima et de son orchestre, qui « bougeaient sur scène comme les singes de la scène du film ».
Dans le remake de 2016, Louie est représenté comme un gigantopithèque. Cette version de Louie est plus sombre que l'originale, et rend en quelque sorte hommage à la conception écartée par le film de 1967.
Tout comme dans la version animée des années 1960, le Roi Louie de la version de 2016 interprète la chanson Je voudrais être comme vous (I Wanna Be Like You).

## Filmographie
- Le Livre de la jungle (1967)
- Le Livre de la jungle (1994)
- Le Livre de la jungle, souvenirs d'enfance, série télévisée d'animation (1996-1997)
- Le Livre de la jungle (2016)